# William Stanbery

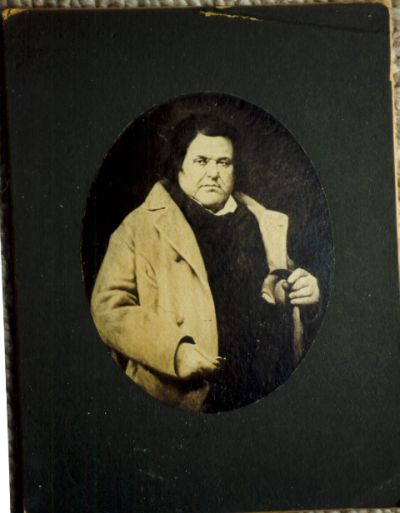
William Stanbery

William Stanbery (* 10. August 1788 im Essex County, New Jersey; † 23. Januar 1873 in Newark, Ohio) war ein US-amerikanischer Politiker. Zwischen 1827 und 1833 vertrat er den Bundesstaat Ohio im US-Repräsentantenhaus.

## Werdegang
William Stanbery genoss eine akademische Schulausbildung. Nach einem anschließenden Jurastudium in New York City und seiner Zulassung als Rechtsanwalt begann er ab 1809 in Newark in diesem Beruf zu arbeiten. In den 1820er Jahren schloss er sich zunächst der Bewegung um den späteren Präsidenten Andrew Jackson an. In den Jahren 1824 und 1825 war er Mitglied des Senats von Ohio.
Nach dem Tod des Abgeordneten William Wilson wurde Stanbery bei der fälligen Nachwahl für den achten Sitz von Ohio als dessen Nachfolger in das US-Repräsentantenhaus in Washington, D.C. gewählt, wo er am 9. Oktober 1827 sein neues Mandat antrat. Nach zwei Wiederwahlen konnte er bis zum 3. März 1833 im Kongress verbleiben. Seit dem Amtsantritt von Präsident Jackson im Jahr 1829 wurde innerhalb und außerhalb des Kongresses heftig über dessen Politik diskutiert. Dabei ging es um die umstrittene Durchsetzung des Indian Removal Act, den Konflikt mit dem Staat South Carolina, der in der Nullifikationskrise gipfelte, und die Bankenpolitik des Präsidenten.
Im Jahr 1829 brach Stanbery mit Andrew Jackson und schloss sich der oppositionellen National Republican Party an. Er war als kontroverser Abgeordneter bekannt. 1832 kam es zu einem heftigen Konflikt mit Sam Houston, der damals zu Besuch in Washington war. Dabei ging es um Regierungsaufträge zur Versorgung der durch den Indian Removal Act vertriebenen Indianer. Die beiden Männer prügelten sich und Stanbery schoss sogar in Notwehr auf Houston, als dieser ihn mit einem Stock angriff. Houston blieb unverletzt. Später kam es zu einem Prozess gegen Houston wegen des Stockangriffs, der aber mit einer Verwarnung davonkam. Am 11. Juli 1832 wurde Stanbery wegen ungebührlichen Verhaltens gegenüber dem damaligen Sprecher des Repräsentantenhauses, Andrew Stevenson, abgemahnt. Bei den Wahlen dieses Jahres wurde er nicht wiedergewählt.
Nach dem Ende seiner Zeit im US-Repräsentantenhaus praktizierte William Stanbery wieder als Anwalt. Politisch ist er nicht mehr in Erscheinung getreten. Er starb am 23. Januar 1873 in Newark, wo er auch beigesetzt wurde.